# Euskaltel-Euskadi (1994-2013)
 Ikke at forveksle med Euskaltel-Euskadi (2008-).
 Der er for få eller ingen kildehenvisninger i denne artikel, hvilket er et problem. Du kan hjælpe ved at angive troværdige kilder til de påstande, som fremføres i artiklen.

Euskaltel-Euskadi var et cykelhold, som var sponseret af det baskiske telekommunikations-selskab Euskaltel og fungerede som et uofficielt baskisk landshold. Cykelholdet fik også en del økonomisk støtte fra den baskiske regering, noget som viste at Euskaltel-Euskadi var meget populært i Baskerlandet
Holdet havde sit hovedkvarter i den lille by Durango i den baskiske provins Vizcaya. Det var også her, at holdet i 1994 blev stiftet af Miguel Madariaga. Baskerlandet er det området i verden hvor der er flest cykelryttere per indbygger, så målet var at skabe et cykelhold kun bestående af baskere. Denne filosofi var de tro mod, noget som gjorde holdet meget populært i Baskerland. De første år da cykelholdet var blevet startet havde det en dårlig økonomi. Efter nogle år var gælden oppe på hele 69 millioner pesetas, da en stor sponsor udeblev. I 1997 kom telekommunikations-giganten Euskaltel på banen og den økonomiske situation forbedrede sig meget. Siden da har Euskaltel og til holdet blev nedlagt i 2013, gav den holdet stor økonomisk tryghed, mens holdet gav Euskaltel og Baskerlandet mange store sejre og øjeblikke. Gennembrudssæsonen på det allerhøjeste niveau kom i 2003, da Haimar Zubeldia og Iban Mayo blev nummer 5 og 6 i Tour de France, og Iban Mayo vandt den ottende etape på L'Alpe d'Huez. Holdet fik ProTour-lisens, og var derved blandt de 20 bedste hold i verden. I 2006 kom nyheden om at Euskaltel havde fornyet sin sponsor aftale med holdet frem til 2008. Holdet blev nedlagt i 2013.

## Det seneste hold i 2013-sæsonen

### Rytterne
|                  | Rytter           | Fødselsdag                       |
| ---------------- | ---------------- | -------------------------------- |
| Jon Aberasturi   | Jon Aberasturi   | 28. marts 1989 (alder 23 år)     |
| Igor Antón       | Igor Antón       | 2. marts 1983 (alder 29 år)      |
| Mikel Astarloza  | Mikel Astarloza  | 17. november 1979 (alder 33 år)  |
| Jorge Azanza     | Jorge Azanza     | 16. juni 1982 (alder 30 år)      |
| Pello Bilbao     | Pello Bilbao     | 27. februar 1990 (alder 22 år)   |
| Garakoitz Bravo  | Garakoitz Bravo  | 31. juli 1989 (alder 23 år)      |
| Tarik Chaoufi    | Tarik Chaoufi    | 26. februar 1986 (alder 26 år)   |
| Ricardo García   | Ricardo García   | 26. februar 1988 (alder 24 år)   |
| Gorka Izagirre   | Gorka Izagirre   | 7. oktober 1987 (alder 25 år)    |
| Ion Izagirre     | Ion Izagirre     | 4. februar 1989 (alder 23 år)    |
| Jure Kocjan      | Jure Kocjan      | 18. oktober 1984 (alder 28 år)   |
| Mikel Landa      | Mikel Landa      | 13. december 1989 (alder 23 år)  |
| Juan José Lobato | Juan José Lobato | 29. december 1988 (alder 24 år)  |
| Egoi Martínez    | Egoi Martínez    | 15. maj 1978 (alder 34 år)       |
| Ricardo Mestre   | Ricardo Mestre   | 11. september 1983 (alder 29 år) |

|                       | Rytter                | Fødselsdag                       |
| --------------------- | --------------------- | -------------------------------- |
| Miguel Mínguez        | Miguel Mínguez        | 30. august 1988 (alder 24 år)    |
| Mikel Nieve           | Mikel Nieve           | 26. maj 1984 (alder 28 år)       |
| Juan José Oroz        | Juan José Oroz        | 7. november 1980 (alder 32 år)   |
| Rubén Pérez           | Rubén Pérez           | 30. oktober 1981 (alder 31 år)   |
| Steffen Radochla      | Steffen Radochla      | 19. oktober 1978 (alder 34 år)   |
| Adrián Sáez           | Adrián Sáez           | 17. marts 1986 (alder 26 år)     |
| Samuel Sánchez        | Samuel Sánchez        | 5. februar 1978 (alder 34 år)    |
| André Schulze         | André Schulze         | 21. november 1974 (alder 38 år)  |
| Alexander Serebryakov | Alexander Serebryakov | 25. september 1987 (alder 25 år) |
| Romain Sicard         | Romain Sicard         | 1. januar 1988 (alder 25 år)     |
| Ioannis Tamouridis    | Ioannis Tamouridis    | 3. juni 1980 (alder 32 år)       |
| Pablo Urtasun         | Pablo Urtasun         | 29. marts 1980 (alder 32 år)     |
| Gorka Verdugo         | Gorka Verdugo         | 4. november 1978 (alder 34 år)   |
| Robert Vrečer         | Robert Vrečer         | 8. oktober 1980 (alder 32 år)    |

## Sejre 2007
| Dato         | Løb                | Sted    | Vundet      | Rytter          |
| ------------ | ------------------ | ------- | ----------- | --------------- |
| 9.-14. april | Baskerlandet Rundt | Spanien | Bjergtrøjen | Aitor Hernández |

## Udstyr
- Beklædning: Moa
- Cykler: Orbea
- Gear: Shimano
- Hjul: Shimano